# La dama bianca
Pour plus de détails, voir Fiche technique et Distribution.
La dama bianca est un film italien réalisé par Mario Mattoli, sorti en 1938.

## Synopsis
Giulio, avocat volage est en vacances à Cervinia avec sa femme. Il  prévoit durant ce séjour de nouvelles frasques à Viareggio. Son épouse Marina, résignée, confie son désarroi à son amie Isabella, en vacances avec elle. Dans l'hôtel de monsieur Savelli où ils séjournent, un mystère plane : le fantôme d'une femme nommée la Dame Blanche y erre la nuit. Cet ectoplasme s’introduit dans les chambres des hommes pour les embrasser puis disparaît.
Ce mystère déclenche une série de réactions : un client tente par tous les moyens d’intercepter ce personnage occulte, en saupoudrant par exemple du talc sur le sol ou en étirant des fils dans le couloir afin de la faire trébucher ; Giulio renonce donc à ses escapades dans l'espoir secret de recevoir la visite de la dame, ce qui se produisit effectivement.
Le lendemain matin, Giulio satisfait et heureux de cette visite nocturne, découvre que sa femme, elle aussi aperçu le fantôme. Pour se disculper, l’avocat invente une histoire reconnaissant l’intrusion de la femme mais stipulant qu’elle s'est immédiatement évanouie. Son épouse lui avoue alors à son tour qu'elle est sortie pour embrasser un homme sans toutefois révéler son identité. Savelli reçoit également la visite de la Dame blanche étant  convaincu qu'il a été embrassé par la femme de Giulio. Ce dernier devient subitement jaloux du propriétaire.  Le lendemain est organisée à l'hôtel une soirée avec une thématique spécifique : les femmes doivent être habillées en blanc et les hommes en noir.
Au cours de la fête, Savelli est à nouveau embrassé, ce qui ne fait qu'accroître la jalousie de Giulio. Alors qu'il surveille la chambre du propriétaire, il fait irruption après avoir vu entrer une dame voilée, persuadé qu'il s'agit de sa femme. La stupeur s’empare de lui lorsqu’il voit qu'il s'agit en fait de la jeune Ginevra, amoureuse depuis toujours de Savelli.
Giulio revient auprès de Marina pour mettre les choses au clair avec elle, heureux de ne pas avoir été trahi, tout en continuant à se chamailler. Le dénouement survient en découvrant que l'histoire de la dame blanche est une pure invention de l'hôtelier afin d’attirer les clients.

## Fiche technique
- Titre : La dama bianca
- Réalisation : Mario Mattoli
- Scénario : Aldo De Benedetti et Guglielmo Zorzi (it)
- Photographie : Arturo Gallea
- Montage : Fernando Tropea (en)
- Musique : Tito Petralia (it)
- Pays d'origine : Royaume d'Italie
- Format : Noir et blanc - 1,37:1 - Mono
- Genre : comédie
- Durée : 80 minutes
- Date de sortie : 1938

## Distribution
- Elsa Merlini : Marina Gualandi
- Nino Besozzi : Giulio Gualandi
- Enrico Viarisio : Savelli
- Vincenzo Scarpetta (it) : Virgilio Ottolano
- Arnaldo Martelli (it) : Francesco
- Paolo Stoppa : le gérant de l'hôtel à Cervinia
- Ada Cristina Almirante (it) : Isabella Schetti Marazzani
- Giuliana Gianni : Ginevra
- Aristide Baghetti (it) : le docteur
- Fanny Marchiò : la dame dans le wagon-restaurant
- Giovanna Galletti : un ami de Ginevra
- Checco Rissone
- Rita Livesi
- Guglielmo Morresi
- Flora Volpini (it)